# Mirosław Waligóra
Mirosław Andrzej Waligóra (ur. 4 lutego 1970 w Krakowie) – piłkarz grający na pozycji napastnika, reprezentant Polski (drużyna olimpijska).
Wychowanek Wandy Kraków, w latach 1985–1994 zawodnik Hutnika Kraków, potem belgijskich Lommel SK (do 2003), KVSK United i Verbroedering Geel-Meerhout.
Król strzelców polskiej I ligi w sezonie 1991/1992 (wraz z Jerzym Podbrożnym – 20 bramek).
Nie wystąpił w drużynie narodowej (reprezentacji A), natomiast rozegrał 17 meczów w reprezentacji olimpijskiej. Jest srebrnym medalistą igrzysk w Barcelonie 1992.